# Golden age of porn

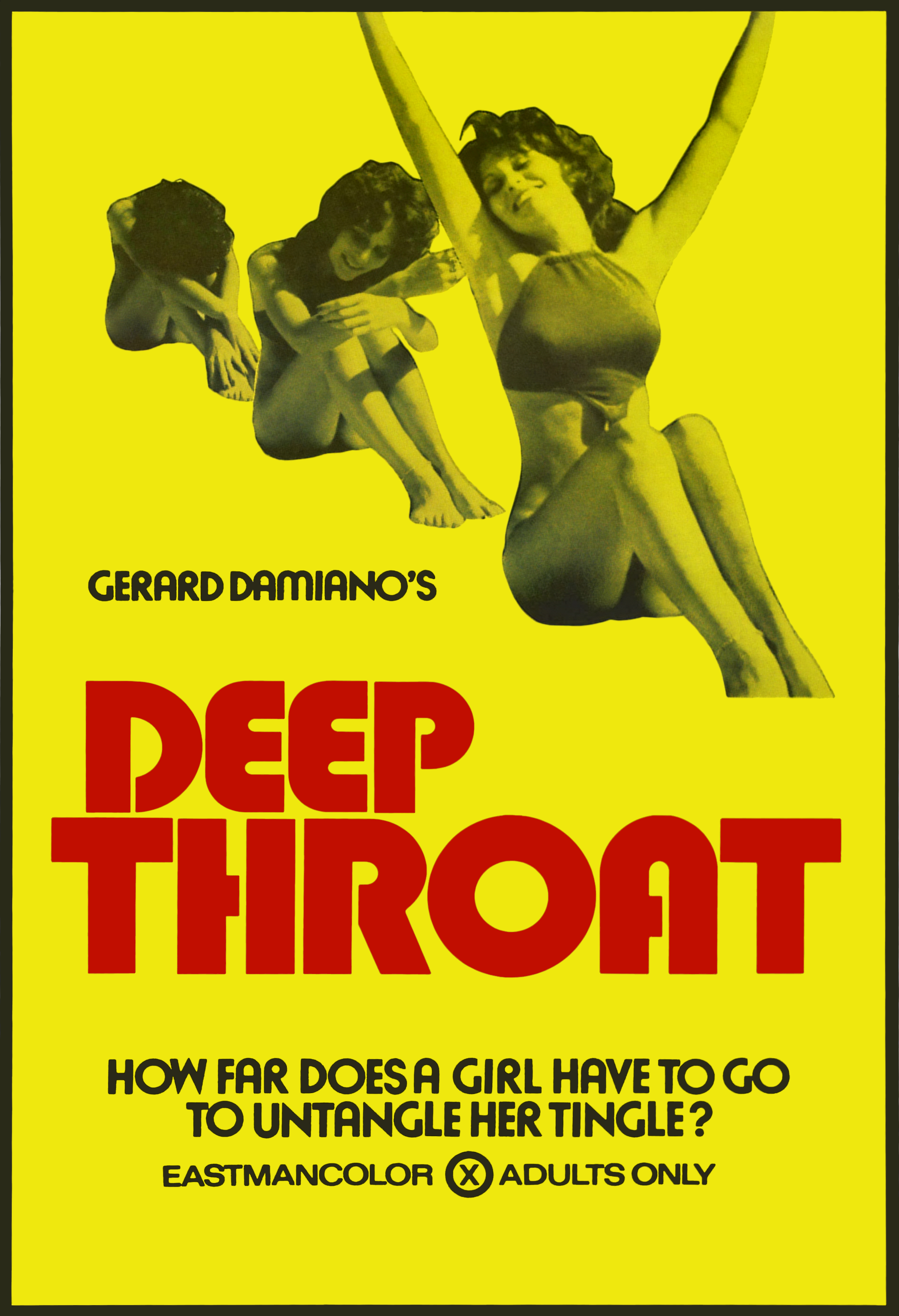
Manifesto del film La vera gola profonda (Deep Throat) del 1972, che fu determinante nello scoppio della "Golden Age of Porn"

Con il termine golden age of porn o porno chic, si intende l'"epoca d'oro del cinema pornografico americano", un periodo protrattosi per una quindicina d'anni (dal 1969 al 1984 circa) nel quale il cinema porno statunitense ottenne attenzione mediatica a livello internazionale, ricevendo anche recensioni positive da riviste mainstream, critici cinematografici, e dal pubblico in generale. Tale lasso temporale ebbe inizio con l'uscita nelle sale nel 1969 del film Blue Movie diretto da Andy Warhol, e del lungometraggio Mona nel 1970 (il primo film pornografico distribuito legalmente). Queste pellicole furono i primi film per adulti che mostravano scene di sesso esplicito a ricevere una diffusa distribuzione negli Stati Uniti. Entrambi influenzeranno la produzione di celebri pellicole a luci rosse quali La vera gola profonda (Deep Throat, 1972) con protagonista Linda Lovelace e diretto da Gerard Damiano, Dietro la porta verde (Behind the Green Door, 1972) con Marilyn Chambers e regia dei Mitchell Brothers, Miss Jones (The Devil in Miss Jones) con Georgina Spelvin sempre di Damiano, e A bocca piena (The Opening of Misty Beethoven, 1976) con Constance Money di Radley Metzger. Secondo Warhol, Blue Movie fu anche una delle influenze maggiori del film Ultimo tango a Parigi di Bernardo Bertolucci.
A seguito della menzione da parte di Johnny Carson nel suo popolare Tonight Show e di Bob Hope sulla tv generalista, La vera gola profonda divenne uno dei maggiori successi al botteghino dell'epoca, nonostante fosse girato in maniera alquanto rudimentale rispetto agli standard hollywoodiani. Nel 1973, il più compiuto, ma ancora a basso budget film Miss Jones fu il settimo incasso più alto dell'anno, ricevendo anche buona accoglienza presso i media, inclusa una recensione favorevole da parte del noto critico cinematografico Roger Ebert. Il fenomeno della diffusione del porno venne discusso pubblicamente da molte celebrità, e preso seriamente dalla critica, uno sviluppo che fu definito dal critico Ralph Blumenthal del The New York Times, con il termine "porno chic". Divenne presto ovvio che i ritorni al botteghino di film erotici per adulti a basso budget avrebbero potuto finanziare ulteriori progressi nei valori tecnici e di produzione del porno, rendendolo estremamente competitivo con i film di Hollywood. Si temeva che, se non fosse stata controllata, la vasta redditività di questi film avrebbe portato Hollywood a essere influenzata dalla pornografia.
Prima di ciò, migliaia di leggi e ordinanze anti-oscenità statunitensi statali e comunali affermavano che la partecipazione alla creazione, distribuzione o consumo di pornografia costituiva un atto criminale. Le interpretazioni multi-giurisdizionali dell'oscenità resero questi film altamente suscettibili di azioni penali e responsabilità penali per atti di oscenità, limitando così notevolmente la loro distribuzione e il potenziale profitto. Tuttavia, la decisione della Corte suprema degli Stati Uniti d'America del 1973 nella causa "Miller v. California", creò un precedente restringendo e semplificando la definizione di oscenità, portando a un drastico aumento del numero dei procedimenti penali a livello nazionale contro i film a luci rosse. La rinnovata libertà creativa, il rilassamento dei costumi conseguenza della rivoluzione sessuale degli anni sessanta, maggiori budget e gli incassi ottenuti dai film hard uniti a una "mentalità hollywoodiana" contribuirono a questo periodo.
Tuttavia, con l'accresciuta diffusione e disponibilità dei videoregistratori per uso privato negli anni ottanta, le videocassette soppiantarono le sale cinematografiche come mezzo di diffusione preferito per la pornografia, che quindi tornò rapidamente a produzioni scadenti a basso budget, ponendo fine alla cosiddetta "golden age". Attualmente, il termine "golden age of porn" si applica anche alla produzione di film pornografici prodotti negli anni settanta-ottanta in altre nazioni al di fuori degli Stati Uniti d'America, dando così vita alla definizione di "epoche d'oro del cinema porno" francese, tedesco, svedese, italiano, ecc...

## Antefatti
Nei primi anni venti del XX secolo i film pornografici erano prodotti amatoriali, intesi per la visione nei bordelli o da parte di gruppi di uomini. Negli Stati Uniti, la disapprovazione sociale e morale verso tali prodotti era così grande che spesso gli attori porno maschi si camuffavano con maschere o barbe e baffi finti per non essere riconosciuti. Molte poche persone furono effettivamente identificate in questi filmini; e le attrici di sesso femminile erano spesso semplici prostitute che si "esibivano" nella loro abituale professione davanti alla macchina da presa. Una rara eccezione fu Candy Barr, apparsa negli anni cinquanta nel film porno Smart Alec, che riuscì ad ottenere una certa notorietà nell'ambiente grazie alla partecipazione a prodotti del genere.
Negli Stati Uniti, durante la fine degli anni sessanta, esisteva una produzione regolare di filmini porno a livello semi-underground, anche se ancora su modesta scala. Dopo aver risposto a un annuncio per modelli di nudo maschile su un giornale di New York, Eric Edwards e Jamie Gillis, tra gli altri, parteciparono a queste produzioni, film muti in bianco e nero e di scarsa qualità, spesso girati per i pornoshop che proliferavano nei dintorni di Times Square. I prodotti di questa prima rudimentale industria del porno con sede a New York venivano distribuiti clandestinamente a livello nazionale da gente come Robert DiBernardo, che commissionò la produzione di gran parte di questo materiale, e spesso erano finanziati dalla criminalità organizzata.

## Epoca d'oro

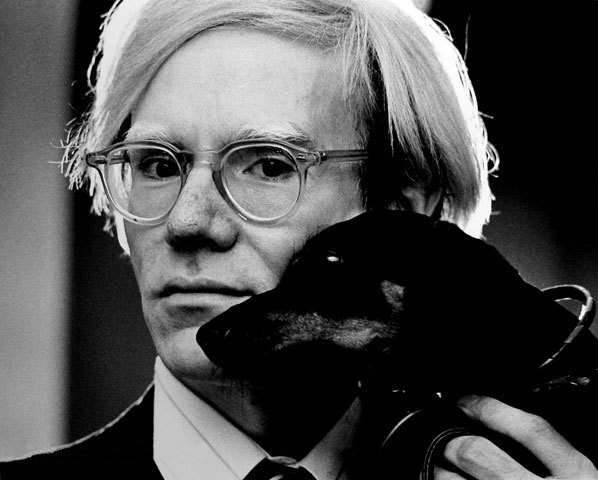
Andy Warhol

### Inizi
Blue Movie di Andy Warhol, uscito nei cinema nel giugno 1969, e, più ampiamente, Mona the Virgin Nymph, prodotto da Bill Osco, distribuito poco tempo dopo nell'agosto 1970, furono i primi film a mostrare scene di sesso esplicito non simulato a ricevere ampia distribuzione nelle sale cinematografiche degli Stati Uniti d'America. Sebbene Blue Movie comprendesse anche scene di sesso, il film, con protagonisti Viva e Louis Waldon, era più un esperimento artistico di cinema d'avanguardia che una pellicola erotica e include un dialogo sostanziale sulla guerra del Vietnam e la rappresentazione sullo schermo di varie banali attività quotidiane. A paragone, il film Mona differisce da Blue Movie essendo in possesso di una vera e propria trama: Mona (interpretata da Fifi Watson) ha promesso alla madre di rimanere vergine fino al suo imminente matrimonio. Blue Movie, oltre ad essere opera seminale nell'industria dell'hard, secondo Warhol, avrebbe ispirato anche il regista italiano Bernardo Bertolucci per la realizzazione di Ultimo tango a Parigi (1972), controverso film erotico e drammatico con Marlon Brando che fece scandalo all'epoca.
Circa in questo stesso periodo, nel giugno 1970, un cinema di New York iniziò a programmare Censorship in Denmark: A New Approach, un documentario sulla pornografia, diretto da Alex de Renzy. Secondo Vincent Canby, un recensore del New York Times, la voce narrante nel documentario faceva notare come la "pornografia fosse più stimolante e più economica delle iniezioni di ormoni" e "sottolineava il fatto che dalla legalizzazione della pornografia in Danimarca, i reati di carattere sessuale fossero diminuiti". Nondimeno, il 30 settembre 1970, l'assistente del procuratore distrettuale Richard Beckler, fece arrestare il direttore del cinema, tale Chung Louis, per oltraggio al senso del pudore. Il giudice Jack Rosenberg, affermò: «[Il film] è palesemente offensivo per la maggior parte degli americani perché sostiene concetti che vanno contro la morale pubblica della comunità, relativamente alla descrizione o alla rappresentazione di questioni sessuali».
Poco tempo dopo, nell'ottobre 1970 fu distribuito nelle sale History of the Blue Movie, un altro documentario sulla pornografia diretto da Alex de Renzy, che includeva una compilation di spezzoni tratti da filmini erotici e porno databili dal 1915 al 1970. Il critico cinematografico Roger Ebert recensì il film, assegnandogli 2 stellette su quattro.
Nel dicembre 1971, il film porno gay Boys in the Sand, uno dei primi lungometraggi per adulti usciti dopo Blue Movie nel 1969 ad essere recensito su Variety, venne distribuito a livello internazionale. Il titolo della pellicola è una parodia della pièce teatrale The Boys in the Band (1968) di Mart Crowley, e del suo adattamento cinematografico del 1970, Festa per il compleanno del caro amico Harold.

### Gola profonda

Ingresso di un cinema a luci rosse in cui era in proiezione Deep Throat.

La "golden age of porn" proseguì nel 1972 con l'uscita di La vera gola profonda (titolo originale Deep Throat), che ebbe la sua prima ufficiale al World Theater di New York City il 12 giugno 1972. Interpretato da Linda Lovelace e diretto da Gerard Damiano, fu uno dei primi film porno ad avere una trama vera e propria, personaggi abbastanza delineati e standard produttivi relativamente alti. Alla sua uscita nei cinema Gola Profonda diventò un successo clamoroso e ricevette attenzione anche da un pubblico che di solito non frequentava le sale a luci rosse, uscendo dalla nicchia riservata al cinema hard per diventare un caso nazionale negli Stati Uniti. Johnny Carson parlò del film nel suo talk show televisivo diffuso a livello nazionale e Bob Hope lo menzionò in tv, dato che Deep Throat era diventato un grosso successo commerciale che non si poteva più ignorare. Nel suo secondo anno nelle sale, il film sfiorò di poco la classifica dei top 10 di Variety. Tuttavia, il successo maggiore del periodo 1972–1973, relativamente all'industria dell'hard, fu Miss Jones (The Devil in Miss Jones), con Dietro la porta verde (Behind the Green Door), che lanciò la giovane Marilyn Chambers, in terza posizione dietro Deep Throat.

### The Devil in Miss Jones
Miss Jones nel 1973 si classificò alla posizione numero sette nella lista di Variety relativa ai maggiori incassi dell'anno, nonostante la mancanza di un'ampia diffusione e del marketing professionale di Hollywood. Alcuni critici descrissero il film, insieme a Deep Throat, come uno dei migliori film "erotici" della storia del cinema. William Friedkin definì Miss Jones un "grande film", in parte perché era uno dei pochi film erotici per adulti con una trama coerente. Roger Ebert scrisse che The Devil in Miss Jones era il "meglio" che il genere avesse da offrire e gli assegnò tre stellette su quattro. Ebert suggerì anche che gli introiti generati dal film sarebbero serviti come una sorta di "lavanderia" per riciclare il denaro sporco derivante da attività illegali, sebbene un tale metodo avrebbe richiesto che la criminalità organizzata pagasse le tasse sul reddito ottenuto illegalmente.
The Devil in Miss Jones fu uno dei primi film ad essere inserito nella XRCO Hall of Fame. Sonoro, fotografia, e sceneggiatura erano considerevolmente superiori rispetto a qualsiasi altro film porno dell'epoca. La protagonista, Georgina Spelvin, alterna scene di sesso sfrenato a una recitazione degna di una produzione convenzionale.

### "Porno chic"
Un influente articolo di cinque pagine pubblicato sul New York Times nel 1973 a firma Ralph Blumenthal, descrisse il fenomeno del porno discusso pubblicamente in televisione da celebrità e sociologi, e preso seriamente dai critici, coniando il termine "porno chic". Alcuni espressero l'opinione che i film pornografici a breve termine avrebbero esteso la loro diffusione presso il pubblico generalista finendo per condizionare pesantemente l'industria cinematografica di Hollywood.

### La causa "Miller v. California"
La sentenza del 1973 della Corte suprema degli Stati Uniti d'America nella causa legale "Miller v. California" ridefinì il concetto di oscenità da "assolutamente senza valore socialmente utile" a "privo di serio valore letterario, artistico, politico o scientifico". Questa apparentemente semplice variazione di terminologia, rimodellò i criteri giurisdizionali dell'epoca nei confronti della pornografia, ritenendo che l'oscenità non fosse protetta dal Primo emendamento; la sentenza consentì ai giudici locali di sequestrare e distruggere le copie dei film giudicati in violazione dei canoni della morale pubblica. Di fatto, il verdetto della causa "Miller v. California" impedì la proliferazione dell'industria del porno nel cinema mainstream. Miss Jones, come anche La vera gola profonda e Dietro la porta verde, furono perseguiti penalmente con successo nella seconda metà del 1973; la decisione Miller della Corte suprema causò la chiusura di gran parte dei cinema a luci rosse negli Stati Uniti, e spesso portò alla totale messa al bando del porno, fino all'avvento di Internet negli anni novanta.

### Periodo post-1973

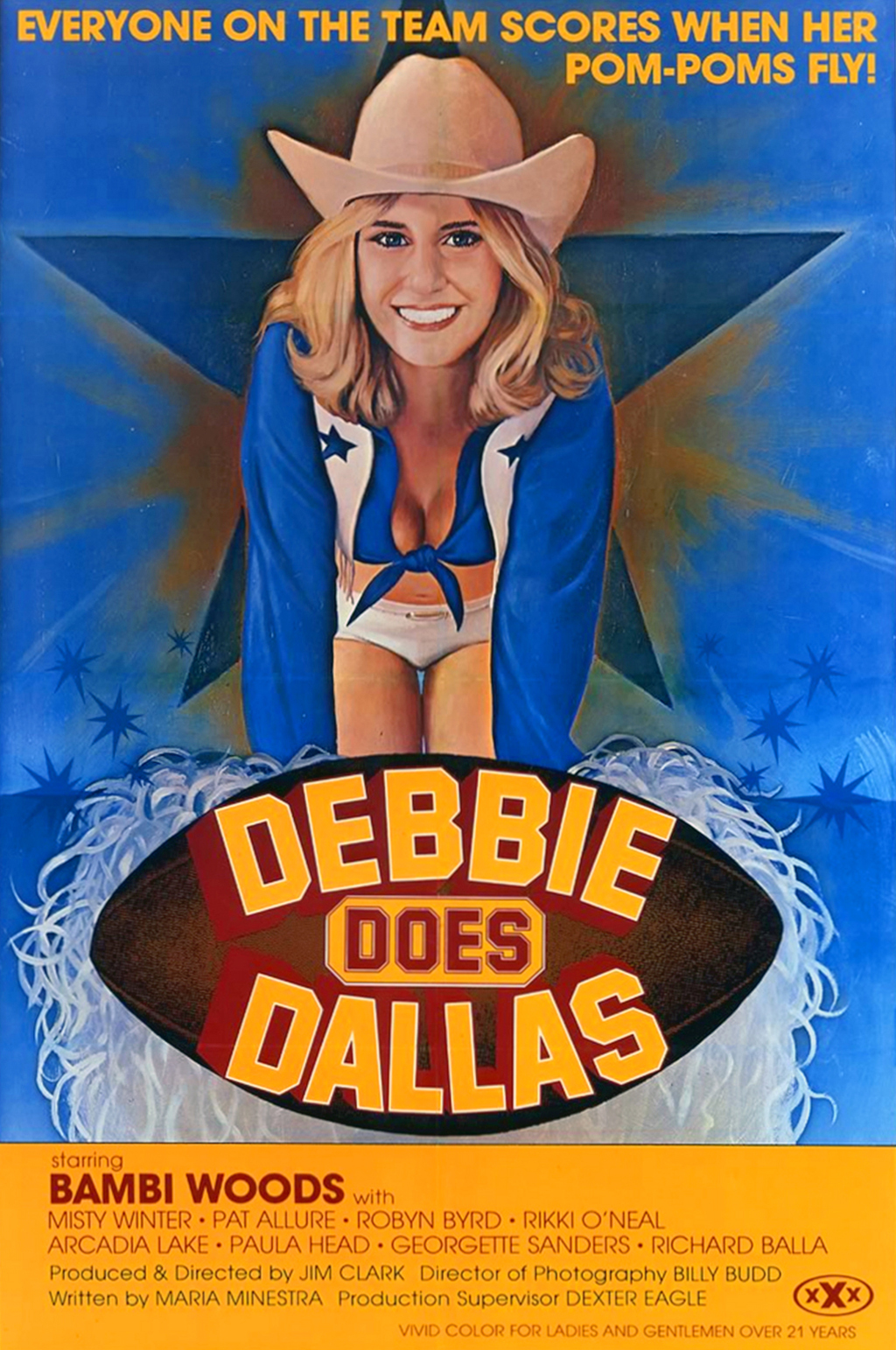
Manifesto del film Giochi maliziosi (Debbie Does Dallas) distribuito nel 1978

A seguito della decisione della Corte suprema si verificò una riduzione dei ricavi al box office delle produzioni pornografiche, e il conseguente calo della qualità degli stessi film che non raggiunse più i livelli del periodo 1972-1973. Con mezzi finanziari relativamente modesti, spesso provenienti dalla criminalità organizzata, la presunta "conquista" di Hollywood da parte dell'industria del porno non si materializzò mai, portando al concetto di "pornostar" come lo conosciamo oggi. L'ostracismo nell'ambiente del cinema verso gli attori porno significò che quasi invariabilmente essi erano costretti a utilizzare degli pseudonimi. La scoperta di un'apparizione in qualche film porno a inizio carriera, di solito mette fine alle speranze di carriera di un attore nel cinema mainstream. Un indizio di un possibile ritorno del cinema porno a buoni livelli qualitativi fu il film del 1976 Alice nel paese delle pornomeraviglie, positivamente recensito da Roger Ebert, che, in versione softcore, incassò oltre 90 milioni di dollari nel mondo. Anche A bocca piena (The Opening of Misty Beethoven) dello stesso anno, basato sull'opera teatrale Pigmalione di George Bernard Shaw (e sul derivativo My Fair Lady), e diretto da Radley Metzger, sembrò risollevare le sorti della scena hard ed è oggi considerato un classico. Lo scrittore Toni Bentley definì il film il "gioiello della corona" della "golden age of porn”.
Da segnalare anche il successivo Barbara Broadcast (1977), sempre diretto da Metzger (con lo pseudonimo "Henry Paris"), e con protagonista Annette Haven, che mette in scena una surreale orgia collettiva che si scatena all'interno di un elegante ristorante. Grande riscontro di pubblico ebbe Giochi maliziosi (Debbie Does Dallas), diretto da Jim Clark e con Bambi Woods, distribuito nel 1978. Il film fu oggetto di una denuncia per oscenità da parte del gruppo delle cheerleader dei Dallas Cowboys. La causa, che all'epoca fece scandalo, si chiamava "The Dallas Cowboys Cheerleaders vs. Pussycat Cinema" e si risolse in favore del gruppo di cheerleader che ottennero lo smontaggio della pellicola dal cinema a causa della divisa da cheerleader indossata nella scena finale del film dalla Woods, quando copula con Mr. Greenfield nel negozio di articoli sportivi, virtualmente identica alla sua controparte reale e quindi ritenuta protetta da copyright. Altro caso mediatico fu Taboo del 1980, primo film porno su larga scala a trattare la tematica dell'incesto, in questo caso tra madre e figlio.
In generale però si trattò solo di eccezioni sporadiche; dopo il 1973, i film per adulti si limitarono ad emulare storie e convenzioni cinematografiche tradizionali, semplicemente per mostrare scene di sesso esplicito motivandole come "espressione artistica funzionale alla storia" così da sfuggire a possibili accuse di oscenità. La produzione dei film porno si concentrò a New York dove il crimine organizzato era ampiamente ritenuto in possesso del controllo di ogni aspetto del business, per prevenire l'insorgere della concorrenza nel settore. Anche se il budget della varie produzioni era normalmente basso, esiste tuttora un certo grado di apprezzamento per i film di questa era, che furono girati da un gruppo di circa trenta artisti, alcuni dei quali avevano anche altri lavori. Diversi erano attori in grado di sostenere il dialogo quando richiesto. Tuttavia, alcuni partecipanti hanno deriso l'idea che quello che hanno fatto, si possa qualificare come "recitazione". All'inizio degli anni ottanta, l'ascesa dell'home video portò alla fine dell'epoca in cui la gente andava al cinema per vedere scene di sesso girate su pellicola in 35mm con alti valori di produzione, trame, buona recitazione ed altro; crisi culminata infine con l'ascesa di Internet negli anni novanta e oltre, che rese possibile la comoda fruizione casalinga di ogni genere di pornografia.

## Attori principali
I maggiori attori e attrici porno dell'epoca d'oro del cinema pornografico statunitense furono:
- Tracey Adams
- Juliet Anderson (alias "Aunt Peg")
- Bobby Astyr
- Rene Bond
- Erica Boyer
- Colleen Brennan
- Jerry Butler
- Tom Byron
- Christy Canyon
- Rick Cassidy
- Marilyn Chambers
- Carol Connors
- Desireé Cousteau
- Barbara Dare
- Billy Dee
- Lisa De Leeuw
- Debi Diamond
- Casey Donovan
- Eric Edwards
- Jeanna Fine
- Samantha Fox
- Jamie Gillis
- Veronica Hart
- Nina Hartley
- Annette Haven
- John Holmes
- Mike Horner
- Ron Jeremy
- Robert Kerman (alias "Richard Bolla")
- Johnny Keyes
- Keisha
- Angel Kelly
- Ryan Idol
- Brigitte Lahaie
- Hyapatia Lee
- Gloria Leonard
- John Leslie
- Traci Lords
- Linda Lovelace
- Amber Lynn
- Ginger Lynn
- Porsche Lynn
- William Margold
- Susan McBain
- Shanna McCullough
- Sharon Mitchell
- Kelly Nichols
- Constance Money
- Peter North
- Kay Parker
- George Payne
- Rhonda Jo Petty
- Harry Reems
- Vanessa del Rio
- Candida Royalle
- Herschel Savage
- Seka
- Serena
- Joey Silvera
- Georgina Spelvin
- Annie Sprinkle
- Samantha Strong
- Marc Stevens
- Jessie St. James
- Karen Summer
- Lysa Thatcher
- Paul Thomas
- Jennifer Welles
- Randy West
- Marlene Willoughby
- Bambi Woods
- Jack Wrangler
- Ona Zee

## Registi e produttori principali
- Michael Benveniste & Howard Ziehm
- Shaun Costello
- Gerard Damiano
- Gregory Dark
- Alex de Renzy
- Gary Graver (alias "Robert McCallum")
- Cecil Howard
- Radley Metzger (alias "Henry Paris")
- Mitchell Brothers (Artie & Jim)
- Harry Mohney
- Bill Osco
- Gail Palmer
- Henri Pachard
- Stu Segall
- Anthony Spinelli
- Chuck Vincent
- Andy Warhol

## Filmografia parziale
- A bocca piena (The Opening of Misty Beethoven) (US, 1976)
- Alice nel paese delle pornomeraviglie (US, 1976)
- The Autobiography of a Flea (US, 1976)
- Le avventure erotiche di Candy (Erotic Adventures of Candy) (US, 1978)
- Barbara Broadcast (US, 1977)
- Blue Movie (US, 1969)
- Blue Obsessions (Obsessed) (US, 1977)
- Boys in the Sand (US, 1971)
- Brivido erotico (Maraschino Cherry) (US, 1978)
- Cafè Flesh (US, 1982)
- Candy la super viziosa (Candy Goes to Hollywood) (US, 1979)
- Candy Stripers (US, 1978)
- Centurians of Rome (US, 1981)
- The Cheerleaders (US, 1973)
- A Coming of Angels (US, 1977)
- Desiree la grande insaziabile (Pretty Peaches) (US, 1978)
- Dietro la porta verde (Behind the Green Door) (US, 1972)
- A Dirty Western (US, 1975)
- Le dolci intimità di Annette (Desires Within Young Girls) (US, 1977)
- El Paso Wrecking Corp. (US, 1978)
- Femmine scatenate (Talk Dirty to Me) (US, 1980)
- Giochi maliziosi (Debbie Does Dallas) (US, 1978)
- Girls on Fire (US, 1984)
- Goduria carnale (Inside Jennifer Welles) (US, 1977)
- Hot Summer in the City (US, 1976)
- L'inferno di una donna (Through the Looking Glass) (US, 1976)
- Insatiable (US, 1980)
- Io, Caligola (US-IT, 1979)
- Kansas City Trucking Co. (US, 1976)
- L.A. Tool & Die (US, 1979)
- Labbra (Sensations) (FR-NL, 1975)
- Memories In Miss Aggie (US, 1973)
- Miss Jones (The Devil in Miss Jones) (US, 1973)
- Mona (Mona the Virgin Nymph) (US, 1970)
- A Night at the Adonis (US, 1978)
- Nightdreams (US, 1981)
- Nothing to Hide (US, 1981)
- Outlaw Ladies (US, 1981)
- I pomeriggi privati di Pamela Mann (The Private Afternoons of Pamela Mann) (US, 1974)
- Reel People (US, 1984)
- Resurrection of Eve (US, 1973)
- Roommates (US, 1981)
- Score (US, 1974)
- Sensational Janine (Josefine Mutzenbacher... wie sie wirklich war - 1. Teil) (DE, 1976)
- SexWorld (US, 1977)
- Le sexy infermiere (Up 'n' Coming) (US, 1983)
- Spirit of Seventy Sex (US, 1976)
- The Story of Joanna (US, 1975)
- La straniera nuda (Naked Came the Stranger) (US, 1975)
- Sui marciapiedi di New York (Amanda by Night) (US, 1981)
- Sweet Savage - Dolce selvaggia (Sweet Savage) (US, 1979)
- Taboo (US, 1980)
- Take Off (...e ora spogliati) (Take Off) (US, 1978)
- The Tale of Tiffany Lust (US, 1979)
- Tentazioni di una moglie infedele (V: The Hot One) (US, 1978)
- Trashy Lady (US, 1985)
- La vera gola profonda (Deep Throat) (US, 1972)
- Vergini corpi frementi (Ten Little Maidens) (US, 1985)
- Water Power (US, 1976)